# Kwame Nkrumah
O Muito Honorável Doutor Conselheiro Privado Kwame Nkrumah (Nkroful, 21 de Setembro de 1909 — Bucareste, 27 de Abril de 1972) foi um líder político africano, um dos fundadores do Pan-Africanismo. Foi primeiro-ministro entre 1957 e 1960 e presidente de Gana de 1960 a 1966.
Nascido Francis Nwia-Kofi Ngonloma, estudou em escolas católicas em Gana e posteriormente em universidades estadunidenses. Em 1945, ajudou a organizar o sexto Congresso Pan-Africano em Manchester, Inglaterra. Depois disso, começou a trabalhar para a descolonização da África. Quando a independência de Gana  ocorreu em 1957, Nkrumah foi declarado o Osagyefo (líder vitorioso) e foi empossado como primeiro-ministro. Em 1962 foi-lhe atribuído o Prêmio Lênin da Paz. Em 1964, depois de turbulências econômicas e políticas, Nkrumah declarou-se presidente vitalício de Gana.
Em 1966, ele sofreu um golpe de estado militar apoiado pelo Reino Unido, enquanto estava em Hanoi, no Vietnam do Norte. Exilado na Guiné, jamais retornaria ao seu país de origem. Morreu em 1972 e foi enterrado na vila onde nasceu. É autor de vários livros, entre eles, Africa Must Unite (1963), African Personality (1963), Consciencism (1964), Neo-Colonialism: the Last Stage of Imperialism (1965), Handbook for Revolutionary Warfare (1968) e Class Struggle in Africa (1970).

## Vida e educação
Kwame Nkrumah nasceu em 1909, filho de Madam Nyaniba, em Nkroful na Costa do Ouro. Formou-se na prestigiosa Achimota School de Acra em 1930, estudou num seminário católico romano e lecionou numa escola católica em Axim. Em 1935 deixou Gana em direção aos Estados Unidos, recebendo um B.A. da Universidade Lincoln, na Pensilvânia, em 1939, onde prestou compromisso no Capítulo Mu da Fraternidade Fi Beta Sigma e recebeu um STB (Bacharelado em Teologia Sacra) em 1942. Nkrumah obteve um mestrado em educação na Universidade da Pensilvânia em 1942 e um mestrado em filosofia no ano seguinte. Enquanto palestrante em ciência política na Universidade Lincoln, foi eleito presidente da Organização dos Estudantes Africanos dos Estados Unidos e Canadá. Enquanto estudante de graduação no Lincoln, participou de pelo menos uma produção teatral estudantil e publicou um ensaio sobre o governo europeu na África, no jornal estudantil The Lincolnian.
Durante seu tempo nos Estados Unidos, Nkrumah pregou nas Igrejas Presbiterianas negras na Filadélfia e Nova Iorque. Lia livros sobre política e divindades e tutorava alunos em filosofia. Nkrumah deparou-se com as ideias de Marcus Garvey e em 1943 conheceu e começou uma longa correspondência com o trindadense marxista C.L.R. James, o exilado russo Raya Dunayevskaya e o sino-americano Grace Lee Boggs, os quais eram membros de um grupo de intelectuais trotskistas baseados nos Estados Unidos. Nkrumah posteriormente creditou a James o fato de ter lhe ensinado "como um movimento subterrâneo funciona".
Chegou em Londres em maio de 1945 pretendendo estudar na London School of Economics. Após encontrar George Padmore, ajudou a organizar o quinto Congresso Pan-Africano em Manchester, na Inglaterra. Em seguida, ele fundou o Secretariado Nacional do Oeste Africano para trabalhar pela descolonização da África. Nkrumah foi vice-presidente da União dos Estudantes do Oeste Africano (WASU, conforme as iniciais em inglês).

## Regresso à Costa do Ouro
No outono de 1947, Nkrumah foi convidado para assumir o posto de Secretário-Geral da Convenção da Costa do Ouro Unida (UGCC), dominada por Joseph B. Danquah. Esta convenção política estava explorando caminhos para a independência. Nkrumah aceitou a posição e partiu para a Costa do Ouro. Após breves escalas em Serra Leoa, Libéria e Costa do Marfim, ele chegou na Costa do Ouro em dezembro de 1947.
Em fevereiro de 1948, a polícia disparou contra ex-militares africanos que protestavam contra o aumento do custo de vida. O tiroteio estimulou motins em Acra, Kumasi e em outros lugares. O governo suspeitou que a UGCC estava por trás dos protestos e prendeu Nkrumah e outros líderes partidários. Percebendo o erro, os britânicos logo liberaram os dirigentes da convenção. Depois de sua prisão pelo governo colonial, Nkrumah emergiu como o líder do movimento juvenil em 1948.
Após a sua libertação, Nkrumah viajou por todo o país pedindo carona. Proclamava que a Costa do Ouro necessitava de "autogoverno já" e construiu uma grande base de poder. Produtores de cacau reuniram-se em torno de sua causa porque discordavam da política britânica para conter uma praga na lavoura cacaueira. Ele convidou as mulheres a participar do processo político num momento em que o sufrágio feminino era novidade para a África. Os sindicatos também se aliaram ao seu movimento. Em 1949 ele organizou os grupos num novo partido político: A Convenção do Partido Popular.
Os britânicos convocaram uma comissão selecionada de africanos da classe média para elaborar uma nova constituição que daria maior autogoverno a Gana. Sob a nova Constituição, somente aqueles com salário e propriedade suficientes seriam autorizados a votar. Nkrumah organizou uma "Assembleia Popular" com membros do partido CPP, jovens, sindicalistas, agricultores e veteranos. Propuseram o sufrágio universal sem qualificações de propriedade, uma câmara dos chefes à parte e status de auto governo ao abrigo do Estatuto de Westminster. Essas alterações, conhecidas como as propostas constitucionais de Outubro de 1949, foram rejeitadas pela administração colonial.
Quando o administrador colonial rejeitou as recomendações da Assembleia Popular, Nkrumah organizou uma campanha de "Ação Positiva" em janeiro de 1950, incluindo a desobediência civil, não-cooperação, boicotes e greves. A administração colonial prendeu Nkrumah e muitos adeptos do CPP e ele foi condenado a três anos de prisão.
Enfrentando protestos internacionais e resistência interna, os britânicos decidiram abandonar a Costa do Ouro. O Reino Unido organizou a primeira eleição geral, que seria realizada sob sufrágio universal de 5 a 10 fevereiro de 1951. Embora na prisão, o CPP de Nkrumah foi eleito por maioria esmagadora, obtendo 34 das 38 cadeiras em disputa na Assembleia Legislativa. Nkrumah foi libertado da prisão em 12 de fevereiro e convocado pelo governador britânico Charles Arden-Clarke, foi solicitado a formar um governo no dia 13. A nova Assembleia Legislativa reuniu-se em 20 de fevereiro, com Nkrumah como Líder dos Negócios Governamentais e Emmanuel Charles Quist como presidente da Assembleia. Um ano depois, a Constituição foi emendada para estabelecer um primeiro-ministro em 10 de março de 1952, e Kwame Nkrumah foi eleito para esse cargo pelo voto secreto da Assembleia por 45 a 31, com oito abstenções, em 21 de março. Ele apresentou sua "Moção do Destino" para a Assembleia, pedindo a independência dentro da Comunidade das Nações "tão logo as providências constitucionais necessárias sejam feitas", em 10 de julho de 1953, e a assembleia aprovou a proposta.

## Independência

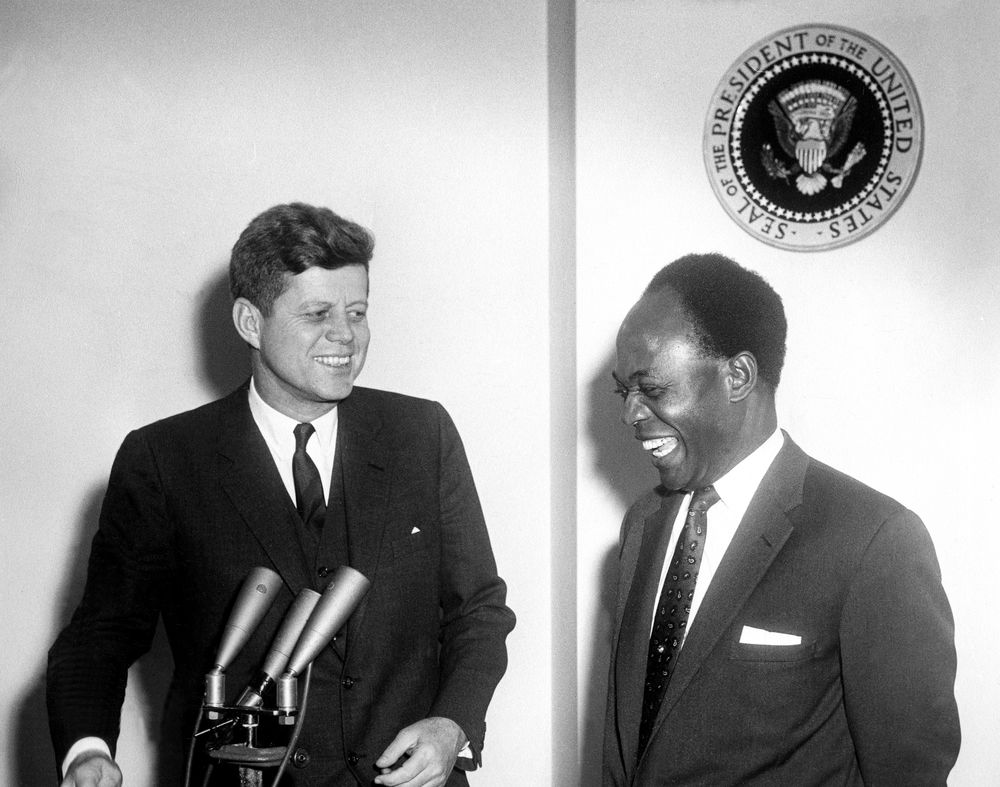
O presidente dos Estados Unidos John F. Kennedy com o presidente da Gana, Osagyefo Dr. Kwame Nkrumah, 13 de março de 1961.

Como líder do governo, Nkrumah enfrentou muitos desafios: primeiro, para aprender a governar, em segundo lugar, para unificar os quatro territórios da Costa do Ouro, e em terceiro lugar, para ganhar independência de seu país, então soberano ao Reino Unido. Nkrumah foi bem-sucedido em todos os três desafios. Num prazo de seis anos após a sua libertação da prisão, ele se tornou o líder de uma nação independente.
Ao meio-dia de 6 de março de 1957, Nkrumah declarou a independência de Gana. O país se tornou independente deixando de ser um dos Reinos da Comunidade de Nações. Foi aclamado como o Osagyefo - que significa "redentor" na língua Twi.

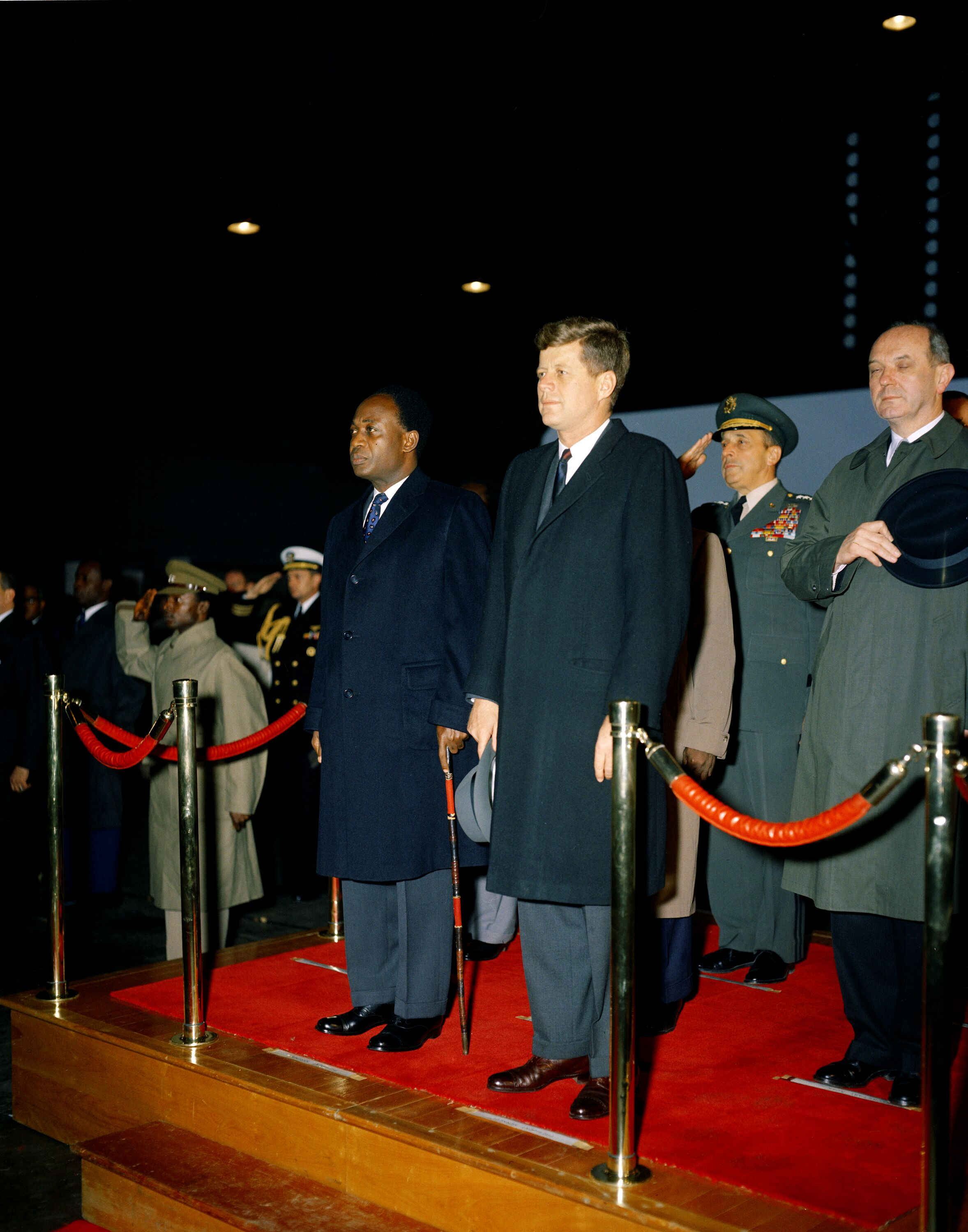
O presidente dos Estados Unidos John F. Kennedy assistindo as cerimônias da chegada do Osagyefo Dr. Kwame Nkrumah, presidente de Gana, 13 de março de 1961.

Em 6 de março de 1960, Nkrumah anunciou planos para uma nova constituição, o que tornaria Gana uma república. O projeto incluiu uma disposição para ceder a soberania de Gana a uma União de Estados Africanos. Nos dias 19, 23 e 27 de abril de 1960 uma eleição presidencial e um plebiscito sobre a constituição foram realizados. A Constituição foi ratificada e Nkrumah foi eleito presidente pelo Partido de União Popular (Convention People's Party-CPP) com 1 016 076 votos contra 124 623 de Joseph Kwame Kyeretwie Boakye Danquah, o candidato do Partido Unido (United Party-UP).
Em 1961, Nkrumah construiu o Instituto Ideológico Kwame Nkrumah criado para treinar funcionários ganenses, bem como promover o pan-africanismo. Em 1964, todos os alunos que entram na faculdade em Gana foram obrigados a assistir a uma de duas semanas de "orientação ideológica" no Instituto. Nkrumah observou que "os formandos devem ser feitos para perceber que a ideologia do partido é a religião, e deve ser praticado com fidelidade e fervorosamente".
Em 1963, Nkrumah foi agraciado com o Prêmio Lenin da Paz pela União Soviética. Gana se tornou um membro fundador da Organização da Unidade Africana em 1963.
A Costa do Ouro estava entre as áreas mais ricas e socialmente avançados na África, com escolas, ferrovias, hospitais, segurança social e uma economia avançada. Sob a liderança de Nkrumah, Gana adotou algumas políticas socialistas e praticou-as. Nkrumah criou um sistema de bem-estar, iniciou vários programas comunitários, e estabeleceu escolas.

## Políticas
Nkrumah se dizia "um socialista científico e um marxista" e é considerado relativamente ortodoxo em seu marxismo-leninismo. Ele geralmente teve perspectivas próximas às do movimento não-alinhado e do marxismo na economia, e acreditava que o capitalismo teve efeitos malignos que ficariam marcados na África por um longo tempo. Embora fosse claro em se distanciar do socialismo africano de muitos de seus contemporâneos, Nkrumah argumentou que o socialismo era o sistema que melhor acomodava as mudanças que o capitalismo tinha trazido, ao mesmo tempo respeitando os valores africanos. Ele trata especificamente destas questões de sua política em um discurso de 1967 intitulado "Socialismo Africano Revisitado":
| “ | Sabemos que a sociedade tradicional africana foi fundada nos princípios do igualitarismo. Nas suas atuações da realidade, no entanto, possuía várias deficiências. Seu impulso humanista, no entanto, é algo que continua a exortar-nos para nossa reconstrução socialista totalmente africana. Postulamos que cada homem seja um fim em si mesmo, não apenas um meio, e nós aceitamos a necessidade de garantir oportunidades iguais para cada homem no seu desenvolvimento. As implicações disso para a prática sócio-político tem sido trabalhar cientificamente, e as políticas sociais e econômicas necessárias para prosseguir com a resolução. Qualquer humanismo significativo deve começar a partir do igualitarismo e deve conduzir a políticas objetivamente escolhidas para a proteção e manutenção do igualitarismo. Assim, o socialismo. Assim, também o socialismo científico. | ” |

O filósofo e político Paulin Hountondji enfatizou as quebras no pensamento de Nkrumah. No início, as ideias Nkrumah sobre a continuidade do socialismo em relação ao comunalismo da insistência da África tradicional, idealizou uma imagem da África pré-colonial (desenhado sem a exploração do homem pelo homem) e o próprio discípulo de Gandhi entende, vendo o fim da ideia Nkrumah na necessidade de uma ruptura violenta com as relações neocoloniais, a luta contra o imperialismo e seus aliados africanos. No Socialismo Africano Revisitado de Nkrumah, portanto, rejeita a ideia de um "socialismo africano", no sentido de Julius Nyerere, uma das "ideologias de continuidade" de esquerda de Hountondji foi impedida.
Durante os primeiros trabalhos de Nkrumah, ele enfatizou que na África pré-colonial não há luta de classes, a feiticização da áfrica pré-colonial. "Nkrumah nunca imaginou a volta da África como um mundo especial, mas ele aceitou que as nossas sociedades tivessem as mesmas leis que estão sujeitas como qualquer outro país no mundo, e que a revolução africano, se bem entendida, é indissociável da revolução mundial."
Em Africa Must Unite (1963), Nkrumah pediu a imediata formação de um governo pan-africano. Mais tarde, ele estava aliado a um movimento de unificação que origina-se da base, enquanto os governos anti-imperialistas e entre os "regimes fantoches" apoiados pelo Ocidente, poderia não haver mais um solo comum.
Nkrumah foi também conhecido politicamente por seu forte compromisso com a promoção do pan-africanismo. Ele inspirou-se nos escritos de intelectuais negros como Marcus Garvey, W.E.B. Du Bois e George Padmore, e seus relacionamentos com eles. O maior sucesso de Nkrumah nesta área foi sua significativa influência na fundação da Organização de Unidade Africana.

### Política educativa e cultural
O ensino tornou-se gratuito e obrigatório em 1962, e o ensino superior tornou-se gratuito e obrigatório em 1965. O número de alunos matriculados nas escolas, que não excedeu 150 000 na década de 1950, atingiu 1 135 000 em meados da década de 1960.
Kwame Nkrumah também se esforça para promover uma cultura pan-africana. Irritado com o eurocentrismo dos livros didáticos e das instituições culturais britânicas, supervisionou a criação de um Museu Nacional de Gana, inaugurado em 5 de março de 1957, um Conselho de Artes de Gana, uma biblioteca de pesquisa sobre assuntos africanos em junho de 1961 e a Ghana Film Corporation em 1964. Em 1962, abriu também um Instituto de Estudos Africanos.

### Política de direitos das mulheres
Uma campanha contra a nudez no norte do país, conduzida por Hannah Kudjoe, um dos dirigentes do seu partido e activista que tinha encorajado a envolver-se na acção política, mereceu especial atenção da sua parte. Hannah Kudjoe também criou a Liga Feminina de Gana, trabalhou com nutrição, criação de filhos e vestuário. A Liga das Mulheres também liderou uma manifestação contra os ensaios nucleares franceses no Sahara.
As disposições legislativas adoptadas em 1959 e 1960 criaram lugares reservados às mulheres no parlamento. Várias mulheres são promovidas ao Comité Central do CPP. Está a ser feito um esforço para facilitar a entrada das mulheres nas universidades e em certas profissões, para além da agricultura e do comércio, incluindo a medicina e o direito.

## Economia
Nkrumah tentou industrializar rapidamente a economia de Gana. Argumentou que, se Gana escapou do sistema de comércio colonial, reduzindo a dependência de capital estrangeiro, a tecnologia e bens materiais, poderiam se tornar verdadeiramente independente. No entanto, o excesso de gastos em projetos de capital fez com que o país fosse levado à dívida estimada em 1 bilhão de dólares até o momento em que ele foi deposto em 1966.

## Declínio e deposição
O ano de 1954 foi um ano crucial durante a era Nkrumah. Nesse ano, o preço mundial do cacau aumentou de £ 150 para £ 450 a tonelada. Ao invés de permitir que os agricultores de cacau não fossem prejudicados, Nkrumah apropriou o aumento das receitas através de tributos federais, em seguida, investiu o capital em vários projetos nacionais de desenvolvimento. Esta política foi uma das principais que ajudaram os grupos de oposição a chegar ao poder.
Em 1958, Nkrumah introduziu na legislação a restrição as várias liberdades em Gana. Após a greve dos mineiros de ouro de 1955, Nkrumah introduziu a Lei Sindical, que fez a greve se tornar ilegal. Quando Kwame suspeitou que os adversários no parlamento estavam conspirando, ele estabeleceu o Ato de Detenção Preventiva, tornando possível que a sua administração prendesse e detivesse alguém acusado de traição sem o devido processo legal no sistema judiciário. Os presos foram frequentemente detidos sem julgamento, e seu único método legal de recurso foi apelo pessoal ao próprio Nkrumah.
Quando os trabalhadores ferroviários entraram em greve em 1961, Nkrumah ordenou que os líderes da greve e políticos da oposição fossem detidos no âmbito da Lei Sindical de 1958. Apesar de Nkrumah ter organizado golpes apenas alguns anos antes, ele agora se opunha à democracia industrial, pois conflitava com rápido desenvolvimento industrial. Disse aos sindicatos que os dias deles como defensores da segurança e a remuneração justa dos mineiros haviam terminado, e que o seu novo emprego era para trabalhar com gestão de mobilizar recursos humanos. A administração defendeu que os salários deveriam dar lugar ao dever patriótico porque o bem da nação substituiu o bem dos trabalhadores individuais.

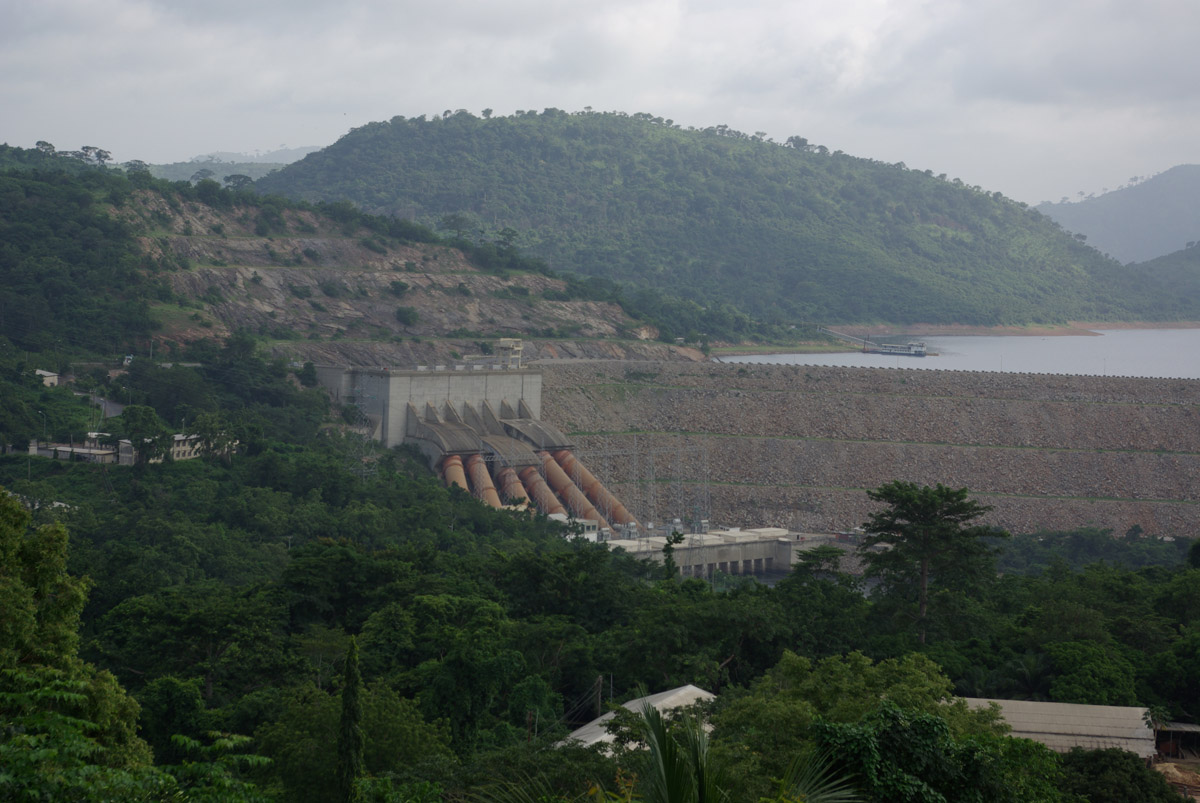
Hidroelétrica de Akosombo no Rio Volta.

A Lei de Detenção levou à insatisfação generalizada com a administração de Nkrumah. Alguns de seus associados usaram a lei para prender pessoas inocentes para adquirir seus cargos políticos. Assessores próximos de Nkrumah tornaram-se relutantes em questionar as políticas por medo de que pudessem ser vistos como adversários. Quando os produtos farmacêuticos terminaram nas clínicas, ninguém o notificou. Algumas pessoas acreditavam que ele não se importava mais. A polícia chegou a ressentir-se com seu papel na sociedade, particularmente após Nkrumah substituir a maioria de seus deveres e responsabilidades com a sua guarda pessoal - o Serviço de Segurança Nacional e regimentos da guarda presidencial. Nkrumah desapareceu da vista do público por medo de ser assassinado na sequência de várias tentativas contra sua vida. Em 1964, ele propôs uma emenda constitucional tornando o CPP o único partido legal e se tornando presidente vitalício da nação e do partido. A emenda foi aprovada com 99,91 por cento dos votos. Os observadores condenaram a votação como "obviamente manipulada". De qualquer forma, Gana tinha sido efetivamente um estado unipartidário desde a independência. De fato, a emenda transformou a presidência de Nkrumah em uma ditadura legalmente.
Com o plano de desenvolvimento industrial a qualquer custo, com a ajuda do amigo de longa data e Ministro das Finanças, Komla Agbeli Gbedema, levou à construção de uma usina hidrelétrica, a barragem de Akosombo, no rio Volta, no leste de Gana. A empresa Kaiser Aluminum concordou em construir a barragem, mas restringiu o que podia ser produzido usando a energia gerada. Nkrumah pediu dinheiro emprestado para construir a barragem, e colocou Gana em dívida. Para financiar a dívida, ele aumentou os impostos sobre os produtores de cacau no sul. Este acentuou as diferenças regionais. A barragem foi concluída e inaugurada por Nkrumah em meio a publicidade mundial em 22 de janeiro de 1966.
Nkrumah queria que Gana tivesse forças armadas modernas, por isso ele adquiriu aeronaves e navios, e introduziu a conscrição.
Também deu apoio militar às guerrilhas contra o Império Britânico na Rodésia (atual Zimbábue). Em fevereiro de 1966, enquanto Nkrumah estava em uma visita de Estado ao Vietname do Norte e a China, seu governo foi derrubado por um golpe militar liderado por Emmanuel Kwasi Kotoka e pelo Conselho de Libertação Nacional. Vários comentaristas, como John Stockwell, afirmou que o golpe recebeu o apoio da CIA.

## Exílio, morte e legado
Nkrumah nunca voltou para Gana, mas ele continuou a impulsionar sua visão na unidade africana. Ele viveu no exílio em Conacri, na Guiné, como convidado do presidente Ahmed Sékou Touré, que fez dele copresidente honorário do país. Apesar de aposentado dos cargos públicos, ele ainda estava com medo de agências de inteligência ocidentais. Quando seu cozinheiro morreu, ele temia que alguém iria envenená-lo, e começou a estocar comida no seu quarto. Ele suspeitou que agentes estrangeiros estavam indo através correio, e vivia em constante medo de rapto e assassinato. Com a saúde debilitada, ele voou para Bucareste na Romênia, para tratamento médico em agosto de 1971. Kwame Nkrumah morreu de câncer de pele em abril de 1972 com 62 anos de idade.
Nkrumah foi sepultado em Gana num túmulo da sua cidade natal de Nkroful. Embora o túmulo tenha permanecido em Nkroful, seus restos mortais foram transferidos para um grande túmulo memorial em Acra.
Ao longo de sua vida, Nkrumah foi premiado com vários títulos de doutor honoris causa pela Universidade Lincoln (EUA), Universidade Estatal de Moscovo (Rússia), Universidade do Cairo (Egito), Universidade Jaguelônica (Polônia), Universidade Humboldt de Berlim (Alemanha), e muitas outras universidades.
Em 2000, ele foi eleito o maior africano do milênio através de uma votação feita na África pelo povo. A votação foi organizada pelo Serviço Mundial da BBC.

## Livros publicados por Kwame Nkrumah

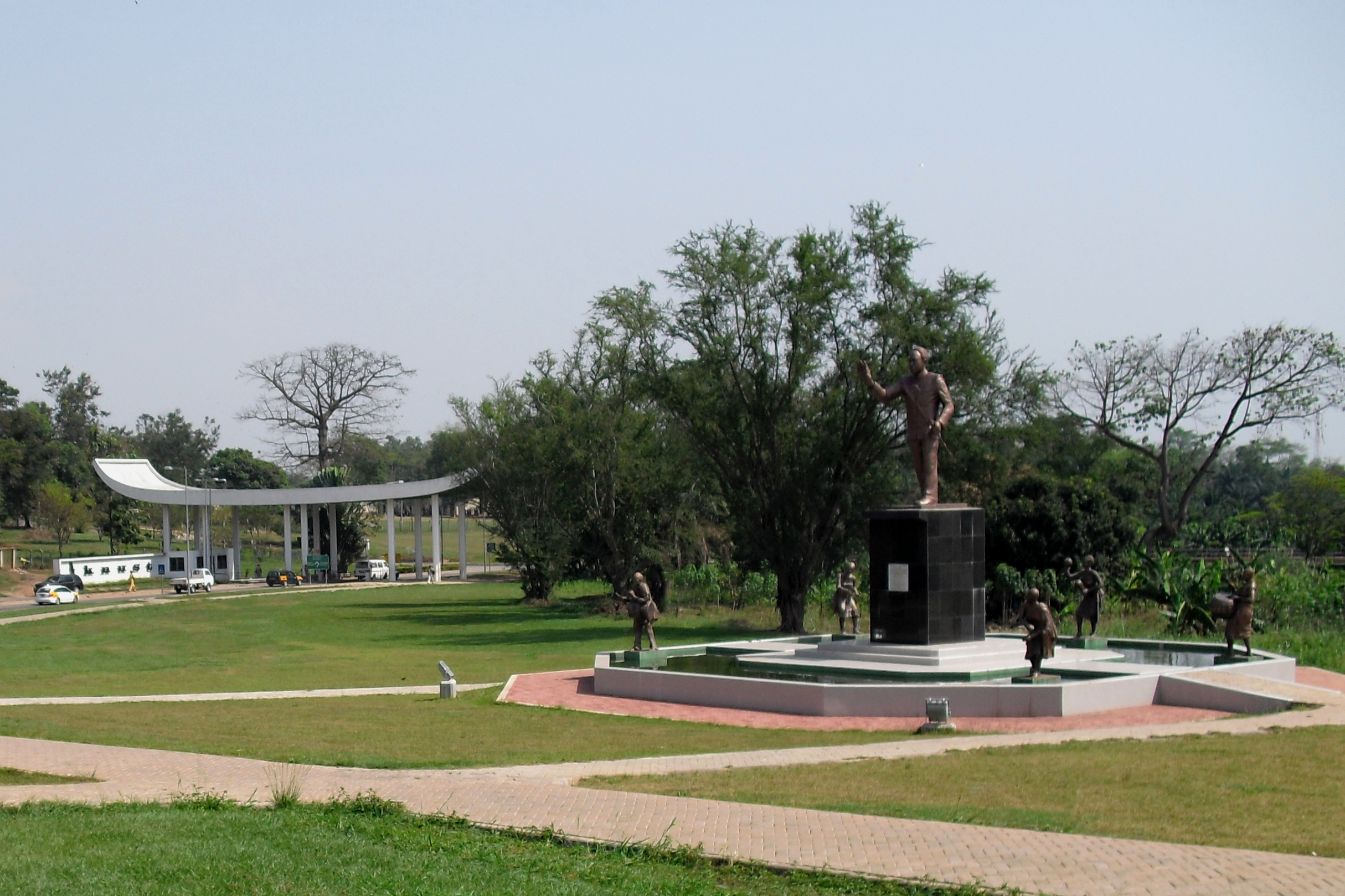
A entrada principal da Universidade de Ciência e Tecnologia Kwame Nkrumah (KNUST), parque memorial Kwame com uma estátua do primeiro Presidente da República do Gana e do fundador da universidade com cinco figuras menores em traje nacional tocando tambores. Universidade de Ciência e Tecnologia Kwame Nkrumah, a segunda universidade a ser estabelecida em Gana, é a universidade principal de ciência e da tecnologia no Gana e na África Ocidental.

- "Negro History: European Government in Africa," The Lincolnian, 12 de abril de 1938, p. 2 (Lincoln University, Pennsylvania) - ver Special Collections and Archives, Lincoln University
- Class struggle in Africa Kwame Nkrumah International Publishers, 1970 - 96 páginas
- Ghana: The Autobiography of Kwame Nkrumah (1957) ISBN 0-901787-60-4
- Africa Must Unite (1963) ISBN 0-901787-13-2
- African Personality (1963)
- Neo-Colonialism: the Last Stage of Imperialism (1965) ISBN 0-901787-23-X
- Axioms of Kwame Nkrumah (1967) ISBN 0-901787-54-X
- African Socialism Revisited (1967)
- Voice From Conakry (1967) ISBN 90-17-87027-3
- Dark Days in Ghana (1968) ISBN 0-7178-0046-6
- Handbook of Revolutionary Warfare (1968) ISBN 0-7178-0226-4
- Consciencism: Philosophy and Ideology for De-Colonisation (1970) ISBN 0-901787-11-6
- Class Struggle in Africa (1970) ISBN 0-901787-12-4
- The Struggle Continues (1973) ISBN 0-901787-41-8
- I Speak of Freedom (1973) ISBN 0-901787-14-0
- Revolutionary Path (1973) ISBN 0-901787-22-1